# Holbæk Bold- & Idrætsforening
L'Holbæk Bold- & Idrætsforening è una società calcistica danese con sede nella città di Holbæk.

## Storia
Il club fu fondato nel 1931 dall'unione di 2 società, l'Holbæk Idrætsforening e l'Holbæk Boldklub. Il suo periodo di maggior successo fu tra il 1974 ed il 1977, anni in cui la squadra militò in 1. Division (all'epoca la massima serie del campionato danese di calcio), raggiungendo il 2º posto nel 1975 e partecipando alla Coppa UEFA 1976-1977, dove fu eliminata al primo turno dall'Eintracht Braunschweig.
Nel luglio 2008, nel tentativo di attrarre nuovi sponsor ed ottenere un maggior livello professionistico, il club creò una squadra satellite, il Nordvest Football Club, a cui fu affidata la prima squadra, mentre il settore dilettanstico continuò ad essere gestito dall'Holbæk B&I.
A seguito di difficoltà economiche, al termine della stagione 2013-2014 il Nordvest FC fu sciolto e la prima squadra è rientrata nel club madre, ritornando a chiamarsi Holbæk B&I.

## Palmarès

### Competizioni nazionali
- 1. Division: 1

1973

### Altri piazzamenti
- Campionato danese:

Secondo posto: 1975
- Coppa di Danimarca:

Finalista: 1975, 1976